# Kovács Pál (jezsuita szerzetes)
Kovács Pál (Nénye, 1698. január 15. – Pozsony, 1753. június 12.) Jézus-társasági áldozópap.

## Élete
Nemes családból származott és 1713. december 23-án Nagyszombatban lépett a rendbe. Még el sem végezte teológiai tanulmányait, amikor hittérítőnek ment Kelet-Indiába; azonban elöljáróinak kérésére onnét visszahívták és folytatta a teológiát. Rövid ideig Komáromban volt hitszónok és 1722-23-ban Kolozsvárt a retorika tanára. 1728-ban a rendből kilépett és Nagyváradon világi pap, majd kanonok lett és királyi tanácsosi címet nyert. 1732. június 26-án nagyváradi plébános és kanonok lett. 1737. november 17-én cikádori apát és apostoli protonotárius lett. 1752. október 20-án Mária Terézia szkardonai választott püspöké nevezte ki.

## Munkái
- Transylvaniae infelicitas origo. Claudiopoli, 1722
- Emericus Bebecus et Joannes Zapolius, Roxiae gubernatores a Ludovico I. Hungariae rege constituti, Honori... Neo doctorum cum in... academia Claudiopolitana suprema philosophiae laurea condecorarentur per... Anno 1723. m. Aug. Uo. 1723 (drama)